# Institut Lister
Le Lister Institute of Preventive Medicine, connu sous le nom de Lister Institute, est un institut de recherche rattaché à l'Université de Londres.

## Historique
L'Institut Lister est créé en 1891. Il est renommé Jenner Institute en honneur d'Edward Jenner, pionnier du vaccin contre la variole, en 1898, puis en 1903, il est renommé Lister Institute en l'honneur de Joseph Lister. Le bâtiment est classé Grade II. Il est situé sur Chelsea Bridge Road.

## Chercheurs de l'Institut Lister
- Leszek Borysiewicz FRS, immunologiste
- Alec Jeffreys FRS, généticien
- Henry Dale